# Aleksij Kobal
Aleksij Kobal, slovenski slikar, grafični oblikovalec, glasbenik, pisatelj * 23. oktober 1962, Koper.

## Šolanje in delo
Odraščal je v Kopru. Leta 1977 se je vpisal na Srednjo šolo za oblikovanje v Ljubljani. V času služenja vojaškega roka (1981/1982) je napisal roman Avtoportret (ostal v rokopisu). Leta 1982 je bil sprejet na Akademijo za likovno umetnost v Ljubljani, kjer je študiral slikarstvo pri Štefanu Planincu in Janezu Berniku. Leta 1986 je diplomiral iz slikarstva in grafičnega oblikovanja (teoretični zagovor). Preselil se je v Ljubljano in leta 1993 zaključil podiplomski študij iz slikarstva pri Metki Krašovec. Leta 1999 je bil na dvomesečni rezidenci v Parizu. Živi in dela kot svobodni umetnik. 
Kobal umetnost skupaj z znanostjo in religijo/filozofijo razume kot nosilko Resnice. Okolje in čas, v katerem živi, v svojih delih odslikava na različne načine. V nasprotju s slikarji modernizma v sliko vrača pripoved, simboliko in duhovnost vendar ostaja zvest dvodimenzionalnemu slikovnemu polju. Običajno ustvarja zaključene serije slik v različnih stilih in v različnih, izvirnih tehnoloških postopkih. Nanj je vplivala različna glasba (J. S. Bach, Jethro Tull, King Crimson, Brian Eno, David Sylvian, Talking Heads, Chemical brothers, The Earth) in umetniki različnih obdobij (Rembrandt Harmenszoon van Rijn, Ivan Grohar, Pablo Picasso, Marcel Duchamp, Edward Hopper). Rad upodablja krajino in arhitekturo, portrete in citate iz zgodovine. Vedno znova ga navdihujejo odmaknjeni prostori, tako v naravi kot v urbanih predelih, kakor tudi renesančni, ki jih občuti kot izgubljeni raj.  
Leta 2009 je pri Cankarjevi založbi izšlo njegovo leposlovno delo Glas (COBISS). 
Igra prečno flavto, kot samouk. Med leti 2003 in 2007 je kot glasbenik in raziskovalec glasbil, narejenih iz odpadnih materialov, sodeloval s skupino The Stroj. V sodelovanju s Primožem Oberžanom je nastal projekt Kako zveni Šiška. Zanj sta predelala vagonsko cisterno v verjetno najtežji glasbeni inštrument na svetu. 
Kot grafični oblikovalec je oblikoval CD skupine The stroj, s sodelavci pa izdelal nekaj celostnih podob (CGP Mak Design, CGP Zavarovalnica Adriatic, CGP TV3, CGP Občina Piran, CGP Univerza na Primorskem, CGP Knjižnica Otona Župančiča). 

## Ustvarjalni cikli
- Zagledan v nadrealno (Vplivi nadrealizma, 1979-1982)
- Pretorski veljak (Psihorealizem, 1983-1984, motivi iz romana Avtoportret, ki je postavljen v zgodovinsko okolje)
- Bernikove roke (Vpliv akademije, 1985-1986)
- Centripetalne slike (Druga slika, 1987-1989)
- Duhovni kilovati (Slike pod napetostjo, 1989-1991)
- Starless - Zgodba o Prešnici (1992-1994, v slike začne vključevati tudi steklo in kovine)
- Miniature (nadaljevanje 1994-1995)
- Providence (Promise (inside) 1995-1997)
- Časovne rane (1997-1999, v slike vgrajuje zavržene predmete: cigaretni ogorki, pločevinke piva, britvice,...)
- Jutranja megla (1998-2005)
- Zrcala - Marcelov poslednji desert (1999-2002, slike gradi iz ogledal uporabljenih na zelo različne načine)
- Zrcala - Capriciose (2002)
- Zrcala - Kako zveni Šiška (2002-2005)
- Zrcala - Kronosov prašum (2005-2006)
- Zrcala - Poroka stoletij (1999-2007)
- Zrcaliti vajenca k soncu (2006-2008)
- Prepovedano mesto (2009-2010)
- Nokturno (2011-2013)
- Območje zajetja (2012-2015)
- Topologija Zlatoroga (2015-2016)
- Barvna stran teme (2016-2017)
- Nebo nad Esfahanom (2017)
- Podtaknjenci (2018-2019)

## Razstave
Od prve samostojne razstave leta 1985 se je zvrstilo na desetine razstav. Je reden gost slovenskih galerij (ŠKUC, Equrna, Moderna galerija, Insula, Loža, Kibla, Pilonova galerija,...) in mnogih tujih. Leta 1994 je bil vključen v  "U3" in leta 2004 v "Slovenska umetnost 1985-1995", periodični pregledni razstavi slovenske umetnosti, ki ju pripravlja Moderna galerija Ljubljana.
Za razstavi Nocturno v  Obalnih galerijah Piran, razstavišče Monfort v Portorožu leta 2012 in Območje zajetja v Bežigrajski galeriji 2 v Ljubljani leta 2013 je prejel nagrado Prešernovega sklada. 

## Njegova dela v zbirkah
- ECB (Europen Central Bank) / Menih na obali / Fractal Nostalgije / Frankfurt, Nemčija
- MERCATOR / Poroka stoletij / Gladio / Ljubljana
- FACTOR Banka / Starless/ Ljubljana
- SLOVENSKA EMBASADA / Črni Kal − trilogija / Beograd, Srbija
- OBALNE GALERIJE PIRAN / Transformatorka postaja/ Južni rob / Piran
- ZAVAROVALNICA TRIGLAV / Titanic / Vodarna / Ljubljana
- ZAVAROVALNICA TRIGLAV - Postojna / Padli angel / Postojna
- LJUBLJANSKA BANKA / Predaja Brede / Ljubljana
- GIP ART / Zrcalne slike / Kojsko
- MESTNA GALERIJA NOVA GORICA / Velike kopalke / Nova Gorica
- TALUM / Litostrojska katedrala / Streljanje, dne 3. maja / To so mlade pitke / Kidričevo
- MARINO CETTINA GALLERY / Perspektiva / Umag, Hrvaška

## Nagrade
- Plečnikova nagrada za grafično oblikovanje na Srednji šoli za oblikovanje, 1977
- Puharjevo priznanje za fotografijo, 1981
- Velika nagrada, Majski salon ZDSLU, Ljubljana, 1995
- Nagrada Prešernovega sklada, Ljubljana, 2016